# Sonate pour flûte, hautbois, violoncelle et clavecin

La Sonate pour flûte, hautbois, violoncelle et clavecin est une composition de musique de chambre d'Elliott Carter. Composée en 1952 pour une commande de Sylvia Marlowe, elle est créée l'année suivante à New York. Le compositeur a conçu la partie de clavecin en fonction de l'instrument de la commanditaire, un clavecin Pleyel avec trente-six sonorités différentes combinables entre elles.

## Structure
1. Risoluto
2. Lento: Intermède central inspiré par le jazz.
3. Finale: Allegro

- Durée d'exécution : dix huit minutes

## Enregistrement
- Sylvia Marlowe plays harpsichord music of the 20th century : Carter (Sonate pour flûte, hautbois, violoncelle et clavecin) (LP Decca / Serenus Recorded Editions SRS 12056) (OCLC 290622410 et 3125995) avec également d'autres commandes de Sylvia Marlowe : Rorem (Lovers), Falla (Concerto), Sauguet (Suite royale)

## Source
- François-René Tranchefort (direction), Guide  de la Musique de Chambre, Paris, Fayard, coll. « Les indispensables de la musique », 1998 (1re éd. 1989), VIII-995 p. (ISBN 2-213-02403-0, OCLC 717306887, BNF 35064530), p. 209